# Welch (Virgínia Ocidental)
Welch é uma cidade localizada no estado norte-americano de Virgínia Ocidental, no Condado de McDowell.

## Demografia
Segundo o censo norte-americano de 2000, a sua população era de 2683 habitantes.
Em 2006, foi estimada uma população de 2327, um decréscimo de 356 (-13.3%).

## Geografia
De acordo com o United States Census Bureau tem uma área de
8,5 km², dos quais 8,5 km² cobertos por terra e 0,0 km² cobertos por água. Welch localiza-se a aproximadamente 421 m acima do nível do mar.

## Localidades na vizinhança
O diagrama seguinte representa as localidades num raio de 16 km ao redor de Welch.